# Garaeus pyrsa
Garaeus pyrsa là một loài bướm đêm trong họ Geometridae.